# Emmerich Reichrath
Emmerich Reichrath (* 11. Oktober 1941 in Jimbolia, deutsch Hatzfeld, Königreich Rumänien; † 27. Juni 2006 in Bukarest, Rumänien) war ein rumänischer deutschsprachiger Publizist, Literatur- und Theaterkritiker sowie Chefredakteur.

## Leben und Werk
Emmerich Reichrath entstammte der Volksgruppe der Banater Schwaben. Er war Mitglied der Rumänischen Kommunistischen Partei. Nach Abschluss seines Germanistikstudiums an der West-Universität Timișoara zog er 1964 nach Bukarest, wo er zuerst zum Kulturredakteur, dann zum Leiter der Kulturabteilung der Tageszeitung Neuer Weg bestimmt wurde. 1990 wurde er dort Chefredakteur. 1993 gründete er gemeinsam mit Hans Frank die Allgemeine Deutsche Zeitung für Rumänien (ADZ), bei der er bis 2006 die Position des Chefredakteurs bekleidete. Reichrath war für mehrere Jahre Präsident der Stiftung zur Förderung der deutschen Literatur in Rumänien, die nach 1990 Herausgeber der Zeitschrift Neue Literatur und zeitweilig auch der ADZ war.
Der Literaturkritiker Reichrath galt in den 1970er Jahren als Förderer junger Autoren, darunter auch die Aktionsgruppe Banat. Seine Studien, Rezensionen, Essays erschienen in den Sammelbänden Reflexe I (1977) und Reflexe II (1984).
Emmerich Reichrath starb am 27. Juni 2006 nach schwerer Krankheit. Gerhardt Csejka schrieb in seinem Nachruf: „Dem souveränen Praktiker Emmerich Reichrath war die Theater- und Literaturkritik ebenso wie das Zeitungsmachen ein auf konkrete Wirksamkeit bedachtes Tun“.